# Balete, Batangas
Balete là một đô thị cấp năm ở tỉnh Batangas, Philippines. According to the 2015 census, it has a population of 22.661 người trong.

## Barangays
Balete, về mặt hành chính, được chia thành 13 khu phố (barangay).
| - Alangilan - Calawit - Looc - Magapi - Makina - Malabanan - Paligawan | - Palsara - Poblacion - Sala - Sampalocan - Solis - San Sebastian |